# Hammerstedt
Hammerstedt là một đô thị thuộc huyện Weimarer Land, bang Thüringen, Đức. Đô thị này có diện tích 3,94 km², dân số thời điểm 31 tháng 12 năm 2006 là 170 người.